# Gådeå
Gådeå is een plaats in de gemeente Härnösand in het landschap Ångermanland en de provincie Västernorrlands län in Zweden. De plaats heeft 69 inwoners (2005) en een oppervlakte van 22 hectare. De plaats ligt iets ten oosten van de stad Härnösand.